# Poms
Poms es una película estadounidense de baile y comedia, dirigida por Zara Hayes.  Es protagonizada por Diane Keaton, Jacki Weaver, Pam Grier, Rhea Perlman, Celia Weston, Phyllis Somerville, Alisha Boe, Charlie Tahan y Bruce McGill. 
Fue estrenada el 10 de mayo de 2019 por STX Entertainment.

## Sinopsis
Martha, una mujer que está muriendo lentamente de cáncer, decide renunciar al tratamiento del cáncer y trasladarse a una comunidad de retiro para simplificar su vida en preparación para su muerte. Martha se registra y se reúne con el "comité de bienvenida", incluido el supervisor de la comunidad, que le da un recorrido a Martha y le explica que cada residente debe pertenecer a uno de los clubes de la comunidad. Esa noche, Martha intenta dormir pero no puede debido al fuerte ruido que proviene de su vecina, la casa de Sheryl. Martha llama al diputado de la comunidad para detener el ruido. Sheryl y su grupo se colaron en la casa de Martha para evadir al oficial. Después de una breve conversación, Sheryl convence a una muy molesta Martha para que deje que su fiesta se cubra allí. A partir de esa noche, Sheryl está muy interesada en convertirse en amiga de Martha, invitándola a varios encuentros y saludos, que Martha ignora. Después de un rato, Martha se rinde y ella y Sheryl se conocen mejor. Sheryl se entera de que cuando Martha era joven era animadora, pero renunció antes de su primer juego para cuidar a su madre enferma. Sheryl convence a Martha de comenzar un equipo de animadoras con sus compañeros residentes, ya que el supervisor dijo que estaba bien comenzar un club. Sheryl y Martha realizan pruebas para el equipo y seleccionan varios miembros entusiastas para completar el requisito mínimo de ocho miembros del club. El club de porristas ilustra el punto de que nunca es demasiado tarde para seguir tus sueños.

## Reparto
- Diane Keaton como Martha.
- Jacki Weaver como Sheryl.
- Rhea Perlman como Alice.
- Pam Grier como Olive.
- Celia Weston como Vicki.
- Alisha Boe como Chloe.
- Charlie Tahan como Ben.
- Phyllis Somerville como Helen.
- Carol Sutton como Ruby.
- Ginny MacColl como Evelyn.
- Patricia French como Phyllis.
- Bruce McGill como Chief Carl.
- Sharon Blackwood como Gayle.
- Karen Beverly como Barbara.

## Producción
En julio de 2016, se anunció que Zara Hayes dirigiría la película, a partir de una historia escrita por Zara Hayes y Shane Atkinson y un guion de Shane Atkinson. Nick Meyer, Rose Ganguzza, Celyn Jones, Kelly McCormick y Andy Evans serían los productores de la película, mientras que Meyer Schaberg y Marc Schaberg serán los productores ejecutivos, bajo sus Sierra / Affinity, Mad como Birds Films y Rose Pictures, respectivamente. En mayo de 2017, Diane Keaton y Jacki Weaver se unieron al elenco de la película. En julio de 2018, Pam Grier, Rhea Perlman, Celia Weston, Phyllis Somerville, Alisha Boe, Charlie Tahan y Bruce McGill se incorporaron al reparto.

### Rodaje
La fotografía principal comenzó en julio de 2018, en Atlanta, Georgia.

## Estreno
En noviembre de 2018, STX Entertainment adquirió los derechos de distribución en Estados Unidos de la película. Fue estrenada el 10 de mayo de 2019.